# 奧里亞瓦
48°55′18″N 23°17′44″E / 48.92167°N 23.29556°E

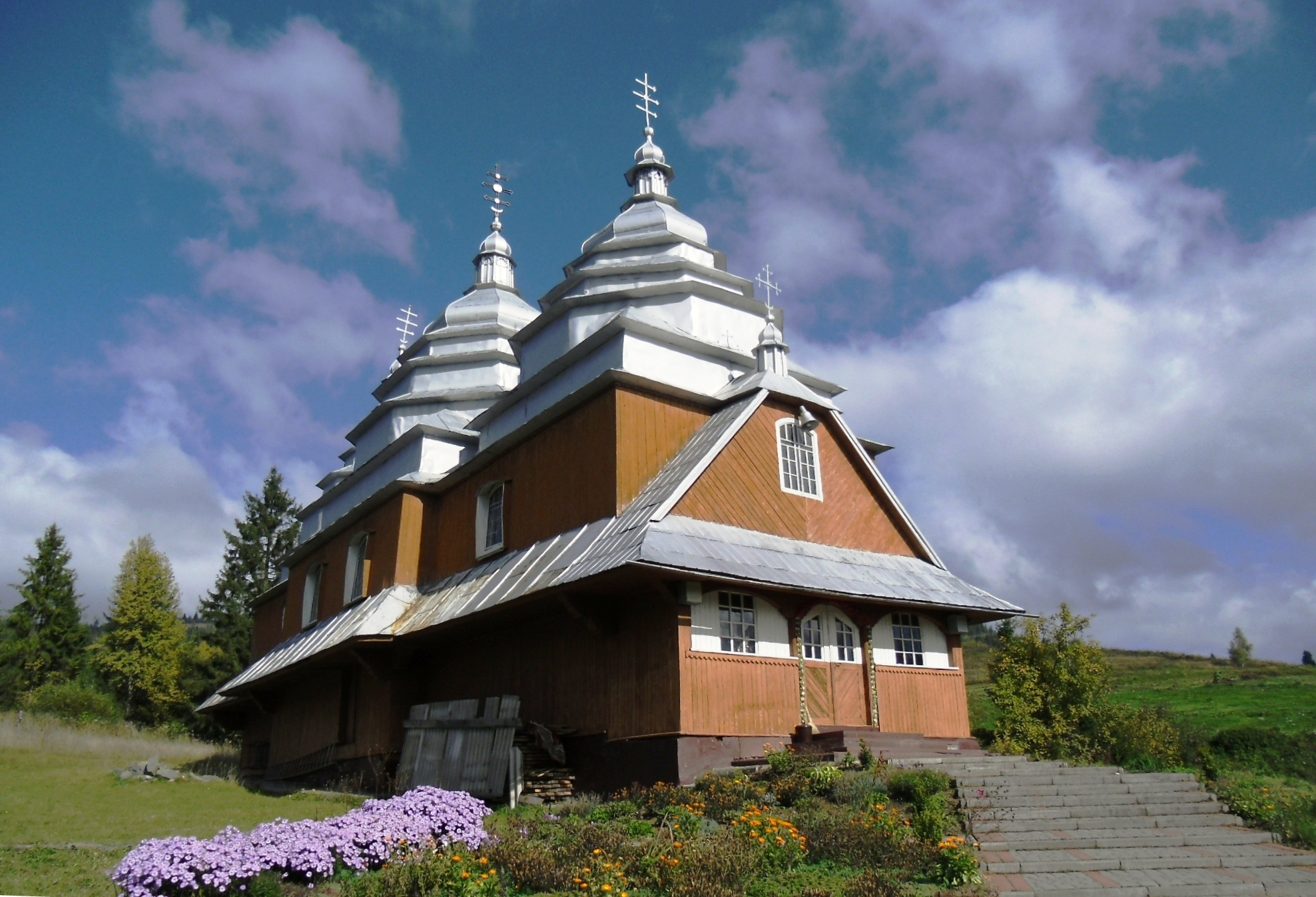
教堂

奧里亞瓦（烏克蘭語：Орява），是烏克蘭西部利維夫州斯特雷區科焦瓦市鎮的村莊，始建於1574年，面積3.3平方公里，海拔高度671米，2001年該村人口633。